# Snovačka půdní
Snovačka půdní (Steatoda triangulosa) je druh pavouka z čeledi snovačkovití (Theridiidae).

## Popis
Snovačka půdní dosahuje velikosti 4–5,2 mm u samic a 3,5–4 mm u samců. Velikost hlavohrudi činí 1,6–2 mm. Hlavohruď je vrásčitá, rezavého až černého zbarvení. Zadeček má žlutobílé zbarvení, zleva i zprava je ohraničen podélným tmavým vlnkováním, které vytváří charakteristickou kresbu. Končetiny jsou na koncích článků nezřetelně kroužkované, jejich primární barva je žlutá až rezavá.

## Biologie
Snovačka půdní je prakticky kosmopolitní druh, ač pochází pravděpodobně z oblasti Středomoří. V Evropě chybí v nejsevernějších areálech. Na území Česka se snovačka půdní začala výrazněji šířit teprve v průběhu 21. století, přičemž se stala hojným synantropním druhem (žije např. ve sklepích, sklenících, na půdách). V jižní Evropě lze snovačku četně pozorovat i ve volné přírodě (v jeskyních, lesnatých a křovinatých oblastech, na úhorech, slaniscích a jiných stanovištích). Jde o velmi konkurenceschopný druh a v synantropním prostředí má tendenci vytlačit jiné druhy pavouků.
Snovačka půdní si staví řídké sítě, a to především na tmavých místech, i když zde lze pozorovat určité preference. Například snovačky žijící v městských oblastech si se stejnou četností budují sítě i na světle, přičemž je možné, že díky tomu mohou ulovit větší množství potravy. Sítě bývají velmi lepivé. Snovačka se soustředí především na lov lezoucích členovců; vlákna sítě jsou ukotvená k podkladu, a pokud se jich neopatrná kořist dotkne, je vymrštěna do sítě. Pavouk ji následně zabije účinným jedem. Je schopen zabít i nebezpečnou kořist, včetně jiných druhů pavouků.
Samice vytváří bílý kulovitý kokon, jenž je asi 5 mm velký, a klade do něj několik desítek vajíček. Kokon je zavěšen do sítě a samice na něj dohlíží.